# Soprano di coloratura
Un soprano di coloratura è un soprano che si distingue per la capacità tecnica di eseguire una serie di ornamenti virtuosistici su una parola o su una sillaba utilizzando al massimo l'agilità vocale.
Fino a metà Ottocento è difficile trovare parti da soprano prive di passaggi di coloratura. In seguito questa tecnica divenne quasi esclusiva delle voci leggere (acute e di timbro chiaro), tanto da fare del soprano di coloratura una sorta di sinonimo di soprano leggero.

## Soprano leggero
È il tipico soprano di coloratura.

### Soprani leggeri celebri
- Kathleen Battle
- Anna Moffo
- Patrizia Ciofi
- Bidu Sayão
- Mariella Devia
- Susanna Rigacci
- Amelita Galli-Curci
- Toti Dal Monte
- Lily Pons
- Erna Sack
- Mado Robin
- Luciana Serra
- Daniela Lojarro
- Luisa Tetrazzini
- Natalie Dessay
- Lucia Aliberti
- Stefania Bonfadelli
- Miliza Korjus
- Sumi Jo

## Soprano lirico di coloratura
Voce tonda e calda ma capace di veloci vocalizzi di coloratura. Molti ruoli del primo Ottocento erano scritti per questo tipo di voce, una vocalità prossima al soprano drammatico d'agilità ma dal timbro meno plumbeo.

### Soprani lirici di coloratura celebri
- Caterina Cavalieri
- Luciana Serra
- Lucia Aliberti
- June Anderson
- Stefania Bonfadelli
- Natalie Dessay
- Mariella Devia
- Daniela Lojarro
- Liliana Marin
- Sumi Jo
- Eva Mei
- Mady Mesplé
- Anna Moffo
- Patricia Petibon
- Lily Pons
- Jessica Pratt
- Desirée Rancatore
- Susanna Rigacci
- Erna Sack
- Bidu Sayão
- Rita Streich
- Emilie Tagliana
- Diana Damrau

### Ruoli per soprano lirico di coloratura[1]
- Adina, L'elisir d'amore (Donizetti)
- Adele, Il pipistrello (Johann Strauss)
- Agrippina, Agrippina (Händel)
- Alcina, Alcina (Händel)
- Almira, Almira (Händel)
- Almirena, Rinaldo (Händel)
- Amenaide, Tancredi (Rossini)
- Amina, La sonnambula (Bellini)
- Angelica, Orlando (Händel)
- Aspasia, Mitridate, re di Ponto (Mozart)
- Astrifiammante  (La regina della notte), Il flauto magico (Mozart)
- Celia, Lucio Silla (Mozart)
- Cunegonde, Candide (Bernstein)
- Dalinda, Ariodante (Händel)
- Dorinda, Orlando (Georg Friedrich Händel)
- Elisa, Il re pastore (Mozart)
- Elizabeth Doe, The Ballad of Baby Doe (Douglas Moore)
- Elvira, I puritani (Bellini)
- Elvira, L'italiana in Algeri (Rossini)
- Gilda, Rigoletto (Verdi)
- Giulietta, Romeo e Giulietta (Gounod)
- Hanna Die lustige Witwe (Lehár)
- Ilia, Idomeneo (Wolfgang Amadeus Mozart)
- Ismene, Mitridate, re di Ponto (Wolfgang Amadeus Mozart)
- Konstanze, Il ratto dal serraglio (Wolfgang Amadeus Mozart)
- Lakmé, Lakmé (Delibes)
- Léïla, Les pêcheurs de perles (Bizet)
- Linda di Chamounix, Linda di Chamounix (Donizetti)
- Lisa, La sonnambula (Bellini)
- Lucia, Lucia di Lammermoor (Gaetano Donizetti)
- Madame Silberklang, Der Schauspieldirektor (Wolfgang Amadeus Mozart|Mozart)
- Marchesa Del Poggio, Un giorno di regno (Giuseppe Verdi)
- Marguerite, Faust (Gounod)
- Marie, La figlia del reggimento (Donizetti)
- L'usignolo, Le rossignol (Stravinskij)
- Olympia,  Les contes d'Hoffmann (Offenbach)
- Ophélie, Hamlet (Thomas)
- Oscar, Un ballo in maschera (Verdi)
- Philine, Mignon (Thomas)
- The Queen of Chemakha, Il gallo d'oro (Rimskij-Korsakov)
- Sesto, Giulio Cesare (Händel)
- Sylvia, Ascanio in Alba (Wolfgang Amadeus Mozart|Mozart)
- Tamyris, Il re pastore (Wolfgang Amadeus Mozart|Mozart)
- Tytania, A Midsummer Night's Dream (Britten)
- Venus, Ascanio in Alba (Wolfgang Amadeus Mozart|Mozart)
- Violetta, La traviata (Giuseppe Verdi)
- Zerbinetta, Ariadne auf Naxos (Richard Strauss)

## Soprano drammatico di coloratura
È un soprano con una grande flessibilità nei passaggi veloci, assieme ad una grande potenza di emissione comparabile a quella di un soprano spinto o drammatico. Diversi ruoli di coloratura drammatica richiedono differenti doti al cantante. Per esempio la voce che può interpretare il ruolo di Abigaille nel Nabucco di Verdi, è diversa da quella che può cantare Lucia in Lucia di Lammermoor di Donizetti, ma un elemento comune deve essere la capacità di veicolare intensità drammatica e flessibilità allo stesso tempo. Ruoli scritti espressamente per questo tipo di voce comprendono i maggiori ruoli drammatici di Mozart e alcuni ruoli del primo Verdi.

### Ruoli per soprano drammatico di coloratura[3]
- Abigaille, Nabucco (Verdi)
- Armida, Armida (Rossini)
- Elvira, Ernani (Verdi)
- Gulnara, Il corsaro (Verdi)
- Hélène, Jérusalem (Verdi)
- Imogene, Il pirata (Bellini)
- Lady Macbeth, Macbeth (Verdi)
- Leonora, Il trovatore (Verdi)
- Lucia, Lucia di Lammermoor (Donizetti)
- Ines, Inés de Castro (Persiani)
- Madame Herz, Der Schauspieldirektor (Mozart)
- Mathilde, Guillaume Tell (Rossini)
- Norma, Norma (Bellini)
- Semiramide, Semiramide (Rossini)
- Violetta,  La traviata (Verdi)